# Euselasia micaela
Euselasia micaela är en fjärilsart som beskrevs av William Schaus 1902. Euselasia micaela ingår i släktet Euselasia och familjen Riodinidae. Inga underarter finns listade i Catalogue of Life.